# Elaeocarpus tonkinensis
Elaeocarpus tonkinensis är en tvåhjärtbladig växtart som beskrevs av A. Dc.. Elaeocarpus tonkinensis ingår i släktet Elaeocarpus och familjen Elaeocarpaceae. Inga underarter finns listade i Catalogue of Life.